# Церковь иконы Божией Матери «Взыскание погибших» (Дубровка)
Це́рковь ико́ны Бо́жией Ма́тери «Взыска́ние поги́бших» — приходской православный храм в посёлке Дубровка Всеволожского района Ленинградской области. Относится к Всеволожскому благочинию Выборгской епархии Русской православной церкви.
Настоятель — протоиерей Валериан Жиряков.

## История
В 1803−1938 годы Дубровка и деревни по реке Неве входили в приход храма Тихвинской иконы Божией Матери в Анненском на левом берегу Невы (напротив деревни Пески). В годы войны храм был разрушен. Об истории православной жизни в Дубровке была издана книга Невская Дубровка — Дорога к храму.

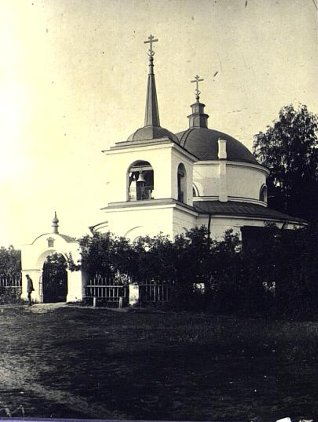
Храм Тихвинской иконы Божией матери (1804−1938), в приход которого входила Дубровка (Выборгская и Московская)

В 1994 году в Невской Дубровке была зарегистрирована православная община. В связи с тем, что рядом находятся места, где проходили ожесточённые сражения община была посвящена образу Божией Матери «Взыскание погибших». В 1999 году община получила в аренду здание бывшего книжного магазина, которое силами прихожан было переоборудовано под храм.
В 2003 году начались подготовительные работы к возведению нового храма. Для его строительства было выбрано место, где находился Дом культуры. Он был построен в 1960-е годы; в 1991 году сгорел, а в 2005 году к 22 апреля (день рождения Ленина) — разобран.
Фундамент новой церкви был заложен осенью 2007 года. А 15 марта 2008 года был освящён закладной камень.
12 декабря 2008 года — воздвигнуты купола.
13 декабря того же года на куполах были воздвигнуты кресты; храм был вчерне готов. Церковь строится по проекту архитектора Владислава Михалина.
Летом 2009 года производилась внешняя отделка. В настоящее время ведутся работы внутри храма.
В 2010 году, 8 мая, состоялась первая служба.
29 мая 2010 года новый храм посетил В. В. Путин и подарил старинные иконы.
24 июля 2010 года состоялось Великое освящение храма.
Ежегодно 27 января, 9 мая, 19 сентября (день памяти героев Невского пятачка) читаются списки погибших на Невском плацдарме и поминаются воины, погибшие за Отечество, умершие от голода, холода в блокадные годы.
Здание, в котором располагается временная церковь, предполагается оставить приходу. В его помещениях планируется размещение воскресной школы.

## Архитектура, убранство
Храм каменный, пятикупольный. Здание замыкает перспективу Ленинградской улицы, церковь расположена на берегу Невы напротив Невского пятачка.

Основу проекта составил дореволюционный чертеж, адаптированный к современным условиям и местности. Церковь строится в русском стиле. В храме одновременно смогут находиться 225 человек.

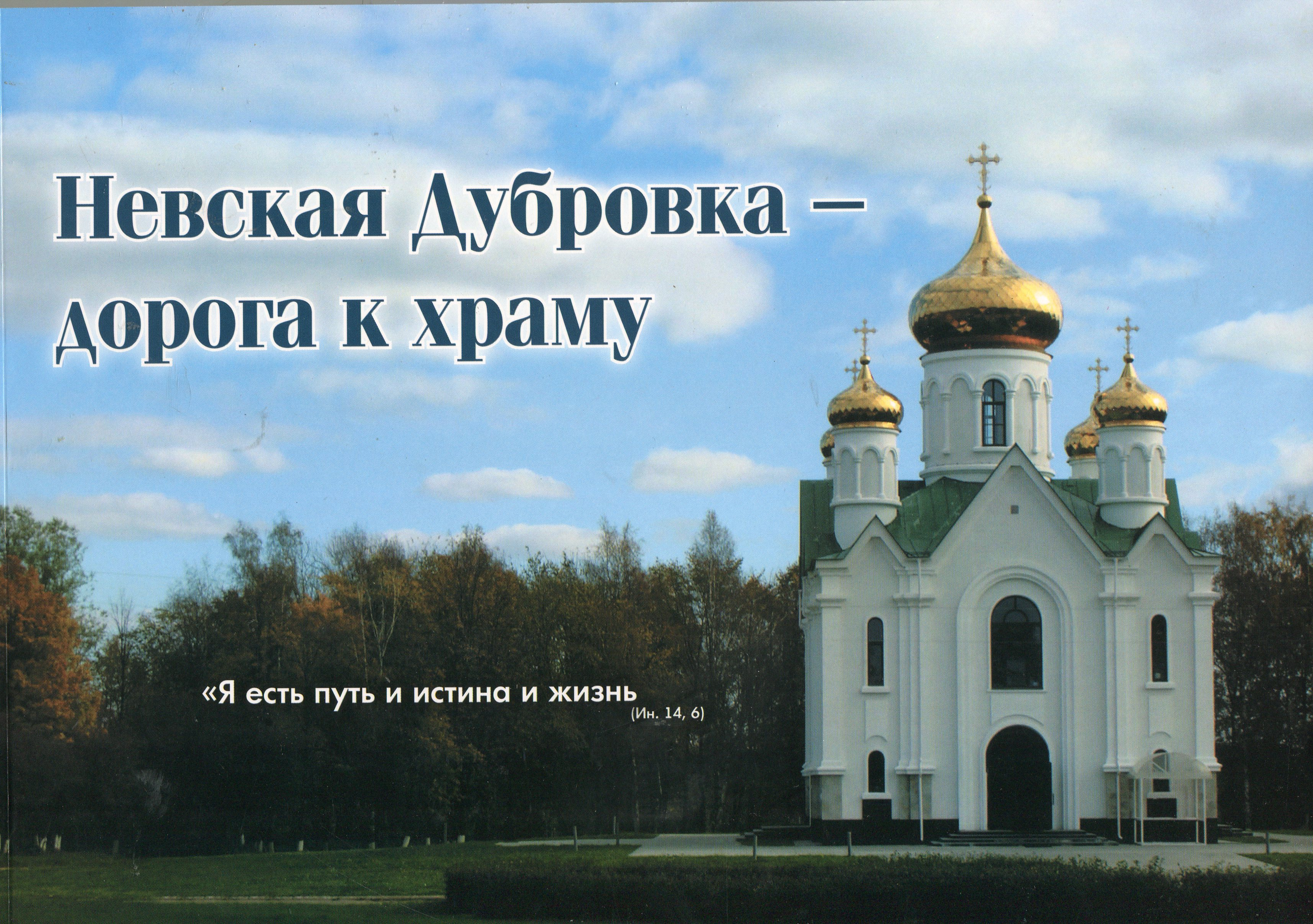